# Haplochromis brownae
Haplochromis brownae är en fiskart som beskrevs av Greenwood 1962. Haplochromis brownae ingår i släktet Haplochromis och familjen Cichlidae. IUCN kategoriserar arten globalt som akut hotad. Inga underarter finns listade i Catalogue of Life.